# François Braun
François Braun (ur. 24 sierpnia 1962 w Belfort) – francuski lekarz i działacz związkowy, specjalista w zakresie medycyny ratunkowej, od 2022 do 2023 minister zdrowia i profilaktyki.

## Życiorys
Pochodzi z rodziny o tradycjach lekarskich. Jego pradziadek i dziadek byli lekarzami wojskowymi, w zawodzie lekarza praktykował też jego ojciec. Ukończył studia medyczne na wydziale medycyny w Nancy. Pracę zawodową rozpoczął w szpitalu uniwersyteckim w Nancy. Specjalizował się w medycynie ratunkowej, przyczynił się do uznania tej dyscypliny za samodzielną specjalizację medyczną. Został ordynatorem oddziału ratunkowego w centrum szpitalnym w Metzu. Przez dwanaście lat był sekretarzem generalnym branżowego związku zawodowego SAMU – Urgences de France, w 2014 objął funkcję prezesa tej organizacji.
W 2022 brał udział w przygotowaniu programu Emmanuela Macrona dla służby zdrowia. W lipcu tego samego roku został ministrem zdrowia i profilaktyki w rządzie Élisabeth Borne. Zakończył urzędowanie w lipcu 2023.